# Whitehurst-&-Son-Sonnenuhr

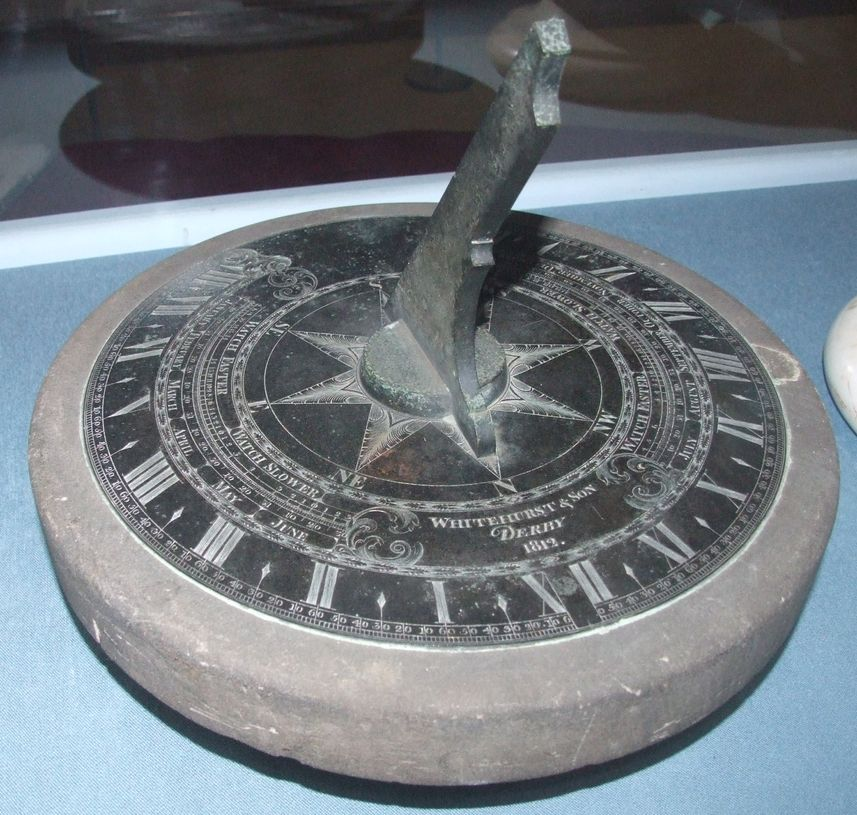
Whitehurst-&-Son-Sonnenuhr
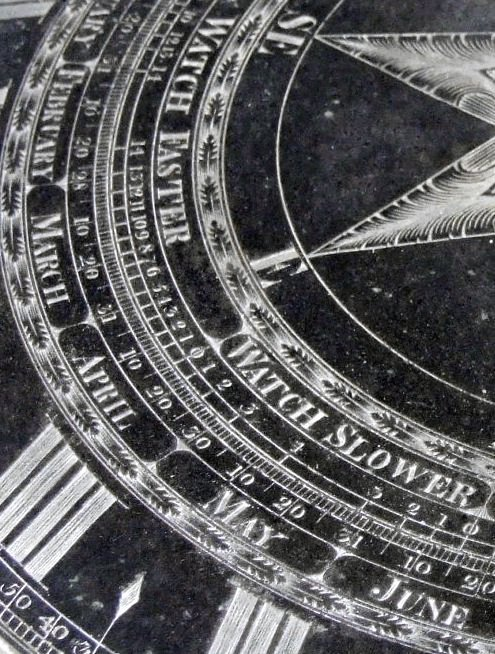
Zeitgleichungs-Nomogramm für alle 365 Tage im Jahr: sichtbar im Bereich zwischen März und Juni; unten links: Zeit-Skala: sichtbar zwischen III und IIII Uhr

Die Whitehurst-&-Son-Sonnenuhr ist eine nach John Whitehurst, einem englischen Uhrmacher und wissenschaftlichen Instrumentenbauer benannte Horizontalsonnenuhr mit Polstab als Schattenwerfer. Whitehurst stellte sie 1812 her, heute befindet sie sich in der Derby-Museum-and-Art-Gallery-Sammlung.
Die Uhr wurde für die geographische Breite 53° 2' Nord eingerichtet, ist aber transportabel. Ihre Präzision ist relativ hoch, was zum Beispiel den mittäglichen Wechsel von der westlichen auf die östliche Kante des endlich dicken Schattenwerfers (Polstab) und von der westlichen auf die östliche Skalenhälfte erfordert. Innerhalb der Skala für wahre Ortszeit (WOZ) ist ein kreisförmiges Zeitgleichungs-Nomogramm in zwei Teilen  angebracht.